# María Teresa Uribe Bent
María Teresa Uribe Bent (San Andrés, 24 de diciembre de 1946) es una política colombiana, que se desempeñó como Intendente (Gobernadora) de San Andrés y Providencia, así como Representante a la Cámara por dicho departamento. 

## Reseña biográfica
Nacida en diciembre de 1946 en la Isla de San Andrés, es bacterióloga de profesión. Ejerció su profesión en el Hospital Thimoty Britton.
En 1989 fue nombrada Intendente de San Andrés y Providencia por el presidente Virgilio Barco Vargas. Extendió su mandato hasta 1990, cuando fue reemplazada en medio de denuncias de corrupción. En noviembre de 1990, la Contraloría General de la República la acusó del desvío de $1.200 millones de pesos, los cuales provenían del Departamento Nacional de Planeación, el Ministerio de Desarrollo Económico y el Ministerio de Minas y Energía, y estaban destinados a su inversión en el Aeropuerto de San Andrés y la Represa de Providencia. La situación había sido denunciada por Leslie Bent Archbold, de quien, irónicamente, sería su jefa de campaña a la Gobernación en 1994.
En el campo público también se ha desempeñado como Directora de Saneamiento Ambiental de la Gobernación de San Andrés y Subjefe del Departamento Administrativo de Intendencias y Comisarías.
En la Cámara fue Representante en los períodos 1998-2002 y 2002-2006; en las elecciones legislativas de Colombia de 1998 obtuvo 3.444 votos y en las elecciones legislativas de 2002 obtuvo 5.886 votos. En la Cámara fue miembro de la Comisión Sexta.
Fue miembro del Partido Liberal hasta 2002, cuando se unió al Partido Colombia Democrática, en el cual perteneció hasta 2006, cuando se disolvió y se unió al Partido de la U.
En las elecciones legislativas de Colombia de 2014 fue candidata a la Cámara de Representantes por el Partido de la U, sin éxito.
En 2019 fue una de las tres personas postuladas para suceder al gobernador Ronald Housni Jaller, destituido por corrupción, junto con los liberales Tonney Gene Salazar y Gordon Bryan Pacheco; finalmente, Gene Salazar fue elegida Gobernadora.